# Klieština
Klieština (hongrois : Kelestény) est un village de Slovaquie situé dans la région de Trenčín.

## Histoire
La première mention écrite du village date de 1408.

## Démographie

### Évolution de la population
| Année:               | 1994. | 2004.   | 2014.   | 2024.   |
| -------------------- | ----- | ------- | ------- | ------- |
| Nombre de personnes: | 389   | 372     | 349     | 332     |
| Différence:          |       | -4,37 % | -6,18 % | -4,87 % |

| Année:               | 2023. | 2024.   |
| -------------------- | ----- | ------- |
| Nombre de personnes: | 336   | 332     |
| Différence:          |       | -1,19 % |